# サヴィニョーネ
サヴィニョーネ(イタリア語: Savignone)は、イタリア共和国リグーリア州ジェノヴァ県にある、人口約3,100人の基礎自治体（コムーネ）。

## 地理

### 位置・広がり

#### 隣接コムーネ
隣接するコムーネは以下の通り。
- ブザッラ
- カゼッラ
- クロチェフィエスキ
- ミニャーネゴ
- セッラ・リッコ
- ヴァルブレヴェンナ

### 地震分類
イタリアの地震リスク階級 (it) では、3 に分類される
。

## 行政

### 分離集落
サヴィニョーネには、以下の分離集落（フラツィオーネ）がある。
- Canalbolzone, Gabbie, Isorelle, Montemaggio, Ponte, San Bartolomeo, Sorrivi, Vaccarezza